# 채드 크루터
채든 마이클 크루터(Chadden Michael Kreuter, 1964년 8월 26일 ~ )는 전직 메이저 리그 포수이며 현재는 남부 캘리포니아대 트로얀 야구(USC Trojans baseball)팀의 수석 코치이다.
메이저 리그 시절 텍사스 레인저스(1988년 ~ 1991년, 2003년), 디트로이트 타이거스(1992년 ~ 1994년), 시애틀 매리너스(1995년), 시카고 화이트 삭스(1996년 ~ 1997년), 애너하임 에인절스(1997년 ~ 1998년), 캔자스시티 로열스(1999년), 로스앤젤레스 다저스(2000년 ~ 2002년) 등 총 7개의 팀에 몸담았다. 본격적인 메이저 리그 데뷔는 1988년 9월 14일 경기였으며, 마지막 경기는 2003년에 있었다.
2006년 6월 2일에는 장인인 마이크 길레스파이(Mike Gillespie)의 뒤를 이어서 남부 캘리포니아대 트로얀 야구팀의 코치로 취임했다.

## 박찬호 전담포수
다저스 시절, 투수인 박찬호가 등판하는 날이면 당시 공격형 포수였던 토드 헌들리가 아닌 크루터가 출전하였다. 크루터는 공격형 포수는 아니었지만 박찬호와 눈빛만 봐도 서로의 마음을 알 정도로 호흡이 잘 맞았다. 2002년 박찬호가 텍사스 레인저스로 이적하고 1년 뒤인 2003년에 박찬호의 뒤를 따라서 레인저스로 이적하였으며, 그 해 은퇴를 하였는데 이는 선수생활을 연장한 끝에 은퇴를 한 것이다. 이러한 인연으로 인해 크루터가 은퇴를 한 후에도 박찬호는 그가 코치로 있는 남부 캘리포니아대 트로얀 야구팀에서 시즌 전에 개인 훈련을 받기도 하였다.